# Diasterope
Diasterope is een geslacht van kreeftachtigen uit de klasse van de Ostracoda (mosselkreeftjes).

## Soorten
- Diasterope bisetosa Poulsen, 1965
- Diasterope canina Poulsen, 1965
- Diasterope grisea (Brady, 1898) Kornicker, 1975
- Diasterope perseyiensis Chavtur, 1983
- Diasterope pilosa Poulsen, 1965
- Diasterope procax Kornicker & Iliffe, 2000
- Diasterope puertoricensis Morales-Nunez & Kornicker, 2007
- Diasterope schmitti Kornicker, 1975
- Diasterope tenuiseta Poulsen, 1965
- Diasterope wirraka Syme & Poore, 2006